# American Pie (versión de Madonna)
«American Pie» es una canción interpretada por el cantautor estadounidense Don McLean. Fue versionada por la cantante Madonna para la banda sonora de la película The Next Best Thing y se publicó como sencillo del mismo en marzo de 2000. La grabación fue coproducida por Madonna y William Orbit. La versión es más corta que la original con influencias de la música dance. Más tarde formó parte del álbum Music de Madonna como un bonus track exclusivamente internacional, pero no para promocionarlo, sino como una canción más del disco.

## Información de la canción
La canción original fue publicada como sencillo en 1971 por Don McLean. Desde ese entonces ha sido versionada por varios artistas, entre ellos Madonna, quien realizó su propia versión de la canción añadiéndole los sonidos electrónicos de su productor de la época: William Orbit y recortando la duración original de la canción de 8:36 a los 4:32 que dura la versión del álbum, tomando los versos y las estrofas con las que más se sentía identificada.
En el año 2000 Madonna protagonizó la película The Next Best Thing junto a su amigo Rupert Everett. En una escena de esta película, el personaje principal Abbey y sus amigos acuden al funeral de un amigo que murió de sida. En el funeral todos comienzan a cantar American Pie. Después de rodar esta escena Rupert Everett convence a Madonna de grabar su propia de la canción e incluirla en la banda sonora de la película. La canción fue entonces grabada con un estilo de música dance-pop en lugar del formato original pop-rock. Esta versión fue producida por William Orbit y la propia Madonna y fue publicada como sencillo en febrero de 2000.
Meses más tarde fue incluida como tema extra en los formatos internacionales del álbum Music de Madonna, excepto en Estados Unidos, donde tampoco se publicó el sencillo a pesar de lo cual pudo posicionarse en el puesto n.º 29 por su alta popularidad en las radios. En una entrevista con Jo Whiley de la BBC a fines del año 2000, Madonna admitió haberse arrepentido de incluir la canción en el álbum Music. Como esta decisión no fue de su agrado, Madonna decidió entonces no incluir la canción en su segundo álbum grandes éxitos GHV2. American Pie fue el primer sencillo de Madonna en la nueva década del 2000, su tercera década de carrera musical.

## Vídeo musical
El video musical de American Pie fue dirigido por Philipp Stolzl el 10 de enero de 2000 en Londres (Inglaterra). El video rinde tributo a los años setenta (década en la que la canción fue grabada). En el mismo Madonna aparece bailando frente a una gran bandera estadounidense. Otras escenas incluyen parejas, lesbianas abrazadas, una pareja de homosexuales besándose y un matrimonio interracial. Todas estas escenas se suceden entre las escenas de Madonna. Rupert Everett hizo un cameo en el video, y también forma parte de los coros de la canción, sin embargo no se incluyó ninguna escena de la película.
Aparte de esta versión, existen dos versiones más del video con distintas imágenes rodados por Dan-O-Rama: US Dance Mix (que contiene la versión 'Calderone Remix Edit') y la versión "Humpty Vission Radio Mix".

### Créditos del vídeo
- Director: Philipp Stolzl
- Productor: JP Fox
- Director de Fotografía: John Mathieson
- Editor: Sven Budelmann
- Compañía Productora: Oil Factory Inc.

## Formatos y versiones oficiales

### Formatos
Canadá CD Maxi sencillo
1. «American Pie» (versión de álbum) - 4:34
2. «American Pie» # (Richard "Humpty" Vission Radio Mix) – 4:27
3. «American Pie» (Calderone Filter Dub) – 6:00
4. «American Pie» (Richard 'Humpty' Vission Visits Madonna) – 5:45

Japón sencillo en CD
1. «American Pie» (Calderone Filter Dub) – 6:00
2. «American Pie» (Calderone Vocal Dub) – 6:15

Alemania CD Single
1. «American Pie» (Calderone Filter Dub) – 5:59
2. «American Pie» (Calderone Vocal Dub) – 6:15
3. «American Pie» (Richard 'Humpty' Vission Visits Madonna) – 5:45
4. «American Pie» (Álbum Versión) – 4:34

/Reino Unido/Estados Unidos CD Single
1. «American Pie» (Victor Calderone vocal club mix) – 9:07
2. «American Pie» (Victor Calderone extended Vocal Club Mix) – 10:35
3. «American Pie» (Richard "Humpty" Vission Visits Madonna) – 5:43
4. «American Pie» (Richard "Humpty" Vission Radio Mix) – 4:27
5. «American Pie» (Álbum Versión) – 4:33

### Versiones oficiales
Estas son las versiones oficiales hechas para el sencillo publicado por Madonna producidas por Richard Vission y Victor Calderone:
OFICIAL:
- Álbum Versión 4.34
- Victor Calderone Vocal Club Mix 9.04
- Victor Calderone Extended Vocal Club Mix 10.35
- Victor Calderone Vocal Dub Mix 6.15
- Victor Calderone Filter Dub Mix 6.02
- Richard 'Humpty' Vission Radio Mix 4.29
- Richard 'Humpty' Vission Visits Madonna 5.44

PROMOCIONAL:
- Remix Edit 4.22
- Victor Calderone Club Mix 2 11.08
- Victor Calderone Vocal Dub 2 9.31

## Posición en las listas
«American Pie» fue un éxito número 1 en varios países, incluidos Reino Unido, Canadá, Australia (su primer n.º 1 desde "Vogue" en 1990), Alemania (su primer n.º 1 desde "La Isla Bonita" en 1987), Italia, España y Finlandia. El sencillo nunca se publicó oficialmente en Estados Unidos, a pesar de lo cual figuró en el puesto nº29 del Billboard Hot 100 debido a su gran popularidad en la radio.

### Listas de popularidad
| América        |                               |          |
| País           | Lista                         | Posición |
| Brasil         | Brasil Top 5                  | 1        |
| Canadá         | Top 100 Singles Chart         | 1        |
| Estados Unidos | Billboard Hot 100             | 29       |
| Estados Unidos | Billboard Adult Contemporary  | 21       |
| Estados Unidos | Billboard Hot Dance Club Play | 1        |
| Asia           |                               |          |
| País           | Lista                         | Posición |
| Japón          | Japón                         | 1        |
| Europa         |                               |          |
| País           | Lista                         | Posición |
| Alemania       | Top 100                       | 1        |
| Austria        | Top 100                       | 3        |
| Noruega        | Top 100                       | 1        |
| Unión Europea  | Eurochart Hot 100 Singles     | 1        |
| Finlandia      | Singles Chart                 | 1        |
| Francia        | Top 100                       | 8        |
| Reino Unido    | UK Singles Chart              | 1        |
| España         | España                        | 1        |
| Suecia         | Top 100                       | 1        |
| Suiza          | Top 100                       | 1        |
| Oceanía        |                               |          |
| País           | Lista                         | Posición |
| Nueva Zelanda  | Top 100                       | 4        |
| Australia      | ARIA Top 100                  | 1        |